# Enicmus sharpi
Enicmus sharpi is een keversoort uit de familie schimmelkevers (Latridiidae). De wetenschappelijke naam van de soort werd in 1884 gepubliceerd door Marie Joseph Paul Belon.